# 76. Deutscher Katholikentag
Der 76. Deutsche Katholikentag fand vom 31. August bis zum 5. September 1954 in Fulda statt.
Der Katholikentag stand unter dem Leitwort „Ihr sollt mir Zeugen sein“.
Vorsitzende waren der Bundesminister Anton Storch, die Diözesanvorsitzende von Regensburg Klara Tausendpfund und der Oberbürgermeister der Stadt Fulda Cuno Raabe. Als Vorsitzender des Fuldaer Lokalkomitees war Joseph Schmitt maßgeblich verantwortlich für die Planung des Katholikentages.
Aus einer Initiative des 76. Deutschen Katholikentags in Fulda gingen der Katholische Akademische Ausländerdienst und das Bischöfliche Hilfswerk Misereor hervor.

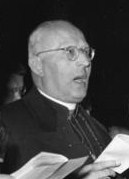
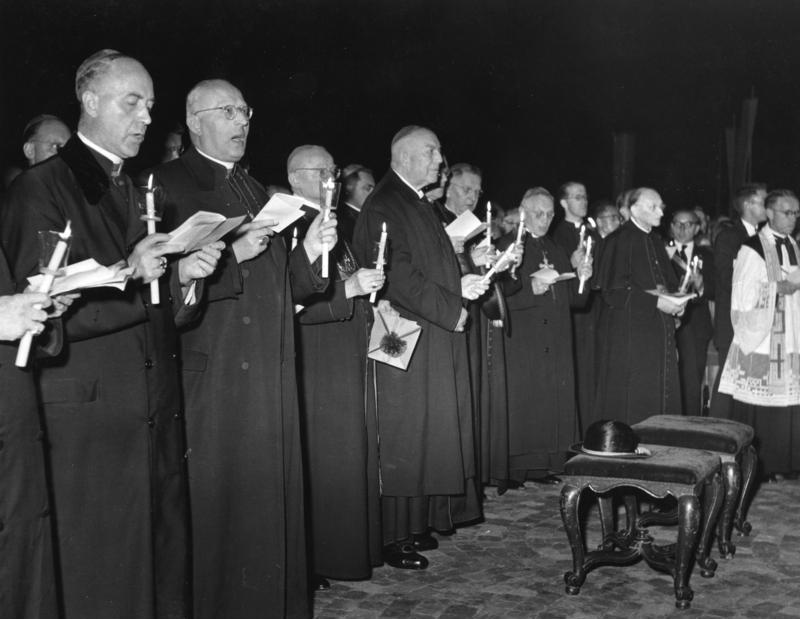
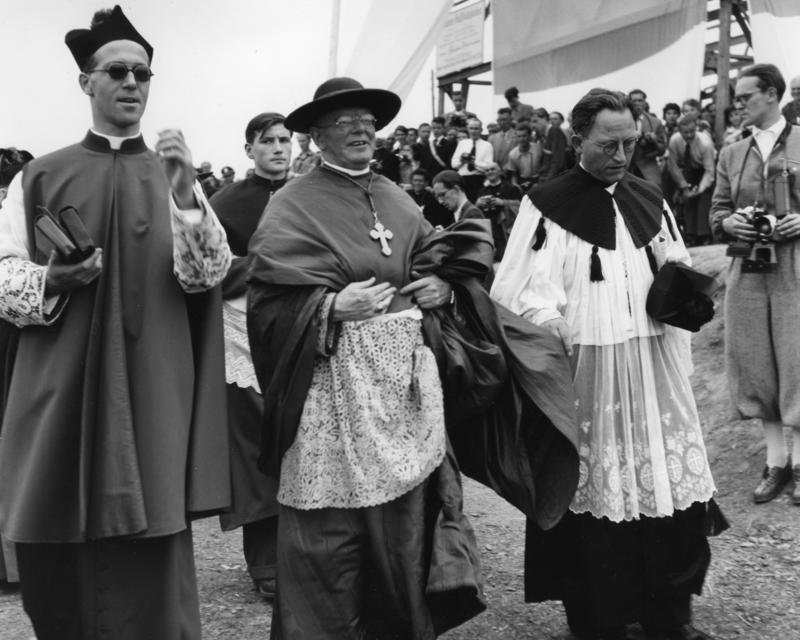
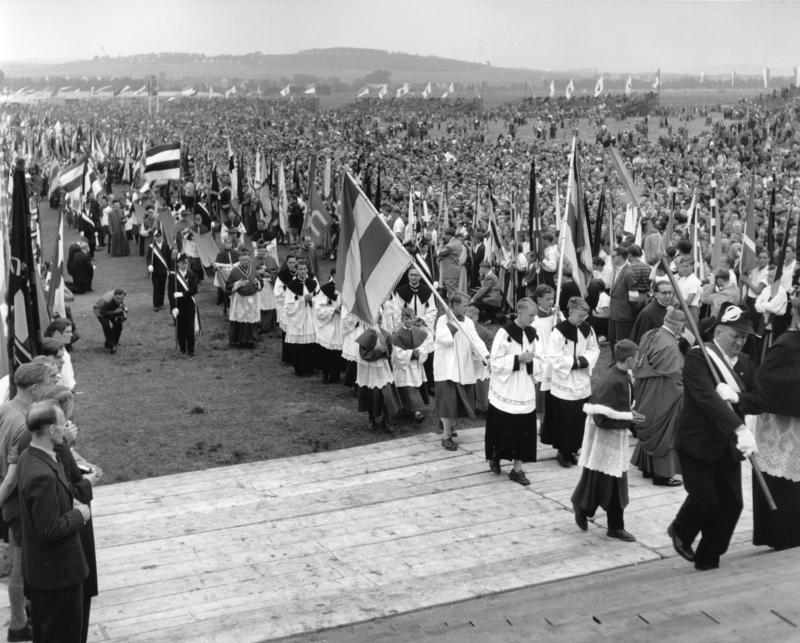
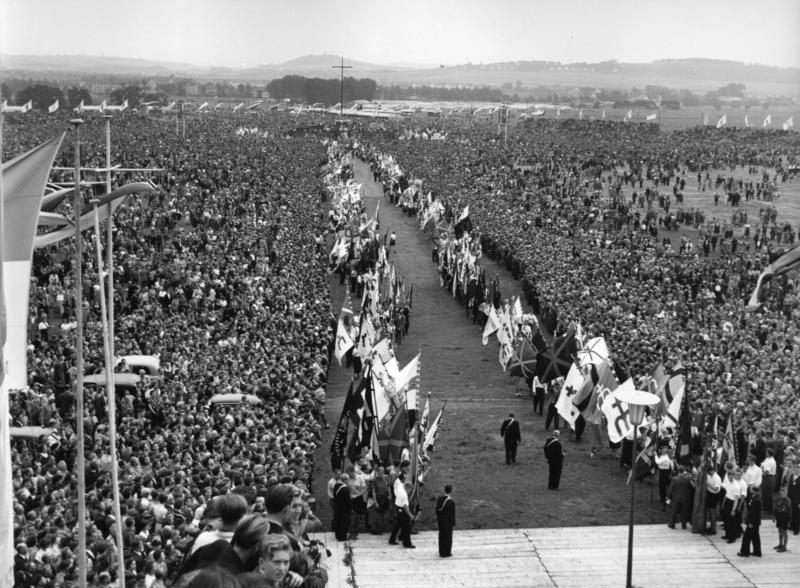